# 伦威克美术馆
伦威克美术馆（英語：Renwick Gallery）是史密森尼美國藝術博物館的分馆，位于华盛顿特区，着重于19世纪到21世纪的美国工艺和装饰艺术。它设于一座被列为国家历史地标的19世纪建筑内（原为科克倫美術館所在地），设计者为小詹姆斯·倫威克，位于宾夕法尼亚大道，艾森豪威尔行政办公楼（Eisenhower Executive Office Building）对面，距离白宫仅一个街区。

## 外部連結
- Smithsonian American Art Museum's official Web site （页面存档备份，存于）